# Wojciech Giza
Wojciech Giza – polski ekonomista, doktor habilitowany nauk ekonomicznych, specjalista od historii myśli ekonomicznej oraz teorii ekonomii.

## Kariera naukowa
W 1998 roku został zatrudniony na Wydziale Ekonomii i Stosunków Międzynarodowych Uniwersytetu Ekonomicznego w Krakowie, gdzie w 2003 roku uzyskał stopień doktora nauk ekonomicznych na podstawie rozprawy pt. Wileński ośrodek myśli ekonomicznej w pierwszej połowie XIX wieku, której promotorem była Aleksandra Lityńska. W 2014 roku ten sam wydział nadał mu stopień doktora habilitowanego nauk ekonomicznych na podstawie pracy pt. Zawodność rynku. Powstanie i rozwój idei.